# Desde un Principio: From the Beginning (álbum)
Desde un Principio: From the Beginning es un álbum del cantante puertorriqueño Marc Anthony, realizado el 9 de noviembre de 1999. La intención principal de este álbum fue recopilar grandes éxitos de los principios de este cantante tras haber alcanzado gran fama mundial con sus álbumes anteriores: Otra Nota (1993), Todo a su Tiempo (1995) y Contra la corriente (1997). Más que todo, este álbum recupera temas musicales en versión salsa con lo que se pretendía exaltar el género fuerte al que se decidió trabajar este cantante puertorriqueño. En este álbum hacen excelsa presencia una larga lista de productores como es el caso de Omar Alfanno, Manny Delgado, Ralph Mercado, su padre Felipe Muñiz quien compuso la canción El Último Beso y la colaboración con su exesposa Jennifer Lopez en el tema 'No Me Ames' que también apareció en álbum de la artista llamado On the 6. Además, fue uno de los mejores álbumes para Billboard en el año 2000 ocupando el primer puesto como mejor álbum tropical/salsa.

## Lista de canciones
| Desde un Principio: From the Beginning |                                                     |                                                                          |          |  |
| N.º                                    | Título                                              | Escritor(es)                                                             | Duración |  |
| 1.                                     | «No Me Ames» (A dúo con Jennifer López)             | Aleandro Baldi, Ignacio Ballesteros, Giancarlo Bigazzi, Marco Falagiani. |          |  |
| 2.                                     | «Si Tú No Te Fueras»                                | Nelson Frank, Jaime Gutiérrez                                            |          |  |
| 3.                                     | «Necesito Amarte»                                   | Luis Lambis Castillo                                                     |          |  |
| 4.                                     | «Hasta Que Te Conocí»                               | Juan Gabriel                                                             |          |  |
| 5.                                     | «El Último Beso»                                    | Felipe Muñiz                                                             |          |  |
| 6.                                     | «Te Conozco Bien»                                   | Omar Alfanno                                                             |          |  |
| 7.                                     | «Nadie Como Ella»                                   | Omar Alfanno                                                             |          |  |
| 8.                                     | «Te Amare»                                          | Pierre Cour, Ángel Ramírez, Jr., André Popp                              |          |  |
| 9.                                     | «Hasta Ayer»                                        | Manny Delgado                                                            |          |  |
| 10.                                    | «Y Hubo Alguien»                                    | Omar Alfanno                                                             |          |  |
| 11.                                    | «Contra la Corriente»                               | Omar Alfanno                                                             |          |  |
| 12.                                    | «No Me Conoces»                                     | Fernando Arias                                                           |          |  |
| 13.                                    | «No Sabes Como Duele»                               | Omar Alfanno                                                             |          |  |
| 14.                                    | «Preciosa»                                          | Rafael Hernández                                                         |          |  |
| 15.                                    | «Vivir lo Nuestro» (A dúo con La India (cantante).) | Normandía González, Rudy Pérez                                           |          |  |